# Janina Goetz
Janina-Kristin Götz (Bayreuth, Alemania, 10 de enero de 1981) es una nadadora retirada especialista en estilo libre. Fue olímpica en los Juegos Olímpicos de Atenas 2004 donde consiguió una medalla de bronce en la prueba de 4x200 metros libres tras nadar las series eliminatorias. Durante el Campeonato Mundial de Natación de 1998, se proclamó campeona mundial en la misma prueba, tras nadar también las series eliminatorias.

## Palmarés internacional
| Juegos Olímpicos               | Juegos Olímpicos   | Juegos Olímpicos  | Juegos Olímpicos |
| Año                            | Lugar              | Medalla           | Prueba           |
| ------------------------------ | ------------------ | ----------------- | ---------------- |
| 2004                           | Atenas ( Grecia)   | Medalla de bronce | 4x200 m libres   |
| Campeonato Mundial de Natación |                    |                   |                  |
| 1998                           | Perth ( Australia) | Medalla de oro    | 4x200 m libres   |
| Campeonato Europeo de Natación |                    |                   |                  |
| 1997                           | Sevilla ( España)  | Medalla de oro    | 4x200 m libres   |